# Barbara Liskov
Barbara Liskov (nascuda a Los Angeles, Califòrnia, el 7 de novembre de 1939 com a Barbara Jane Huberman) és una prominent científica informàtica nord-americana, guanyadora del premi Turing. Actualment està treballant en el departament d'Enginyeria elèctrica i Ciències de la computació del MIT, com a professora d'enginyeria de Ford.

## Biografia
Va obtenir la seva graduació en Matemàtiques a la Universitat de Califòrnia a Berkeley el 1961 i anys més tard, el 1968, es va convertir en la primera dona dels Estats Units a aconseguir un doctorat en Ciències de la computació per la Universitat Stanford.
Barbara Liskov ha dirigit diversos projectes significatius, com el disseny i implementació del llenguatge de programació CLU, el primer llenguatge de programació que suportava l'abstracció de dades, Argus, que va ser el primer llenguatge d'alt nivell a suportar la implementació de programes distribuïts i Thor, un sistema de base de dades orientat a objectes. Juntament amb Jeannette Wing, va desenvolupar una particular definició de subtipus, comunament conegut com el Principi de substitució de Liskov.
La professora Liskov és membre de l'Acadèmia Nacional d'Enginyeria (National Academy of Engineering) dels Estats Units. En 2004 va guanyar la Medalla John von Neumann per "la seva fonamental contribució als llenguatges de programació, metodologies de programació i sistemes distribuïts". En 2008 va guanyar el premi Turing per "la seva contribució als fonaments teòrics i pràctics en el disseny de llenguatges de programació i sistemes, especialment relacionats amb l'abstracció de dades, tolerància a fallades i computació distribuïda". L'any 2012 va ser investida doctora honoris causa per la Universitat Politècnica de Catalunya.